# 오일 (탁구 선수)
오일(1978년 1월 1일~)는 조선민주주의인민공화국의 탁구 선수로, 2004년 하계 올림픽에 참가했다.